# Назаров, Бахтиёр Мухаммаджанович
Бахтиёр Мухаммаджанович Назаров (узб. Baxtiyor Muhammadjonovich Nazarov; род. 2 мая 1942, кишлак Нанай, Наманганская область, Узбекская ССР) — советский узбекский художник-постановщик, художник. Академик Академии художеств Узбекистана. Заслуженный деятель искусств Республики Узбекистан (2000).

## Биография
Родился 2 мая 1942 года в кишлаке Нанай Наманганской области. Окончил Республиканское художественное училище им. П. Бенькова в 1965 году. Продолжил обучение во ВГИКе, который окончил в 1971 году. С 1983 по 1990 годы работал главным художником киностудии «Узбекфильм», в этот же период времени был заведующим кафедрой «Декорации театра и кино» Ташкентского театрально-художественного института имени А. Н. Островского. 
Член Союза художников СССР с 1972 года, член Союза кинематографистов СССР с 1976 года. С 1985 по 1990 годы член правления Союза художников и кинематографов СССР. С 2007 по 2008 годы работал доцентом в Национальном институте художеств и дизайна имени Камолиддина Бехзода при Академии художеств Узбекистана.
21 сентября 2017 года был избран действительным членом Академии художеств Узбекистана.

## Творчество
Художник-постановщик художественных фильмов и театральных постановок: «Ждём тебя, парень» (1972), «Шумбола» (1977), «Золотой мех» (1980), «Смысл жизни» (1985), «Шариф и Мариф» (1993), «Магия водопада» (также исполнительный продюсер, 2003). Участвовал как художник по декорациям в совместных проектах советских киностудий с зарубежными партнёрами и зарубежных фильмах, таких как: «Пётр Великий» (СССР—США, 1986), «Последняя ночь Шахерезады» (1987, СССР—Сирия), «Битва трёх королей» (СССР—Марокко—Италия—Испания, 1990), «О, любовь» (Индия, 2001). 
Назаров также известен художественными портретами: «Алим Ходжаев» (1973), «Лютфихоним Сарымсакова» (1974), «Малик Каюмов» (1977); серией картин: «Молодежь Узбекистана», «Женщины Индии»; картинами: «Невеста», «Мать» и другими работами.
Картины художника экспонировались на персональных выставках в США, Венгрии, Чехии, Латвии, Индии, Испании, Марокко, России и многих других странах.